# 拉森冰架

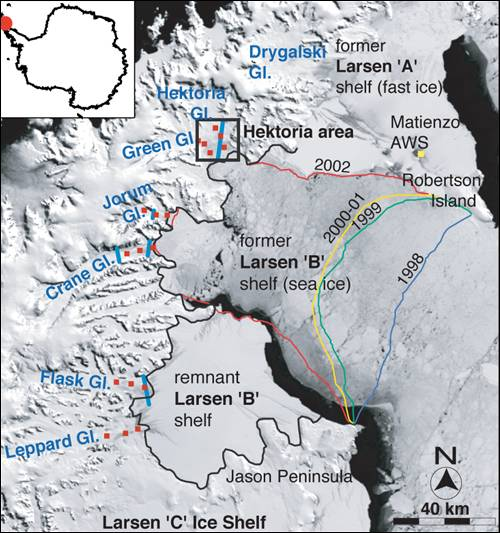
拉森B冰架崩解，各種顏色線代表每年所減少的範圍。

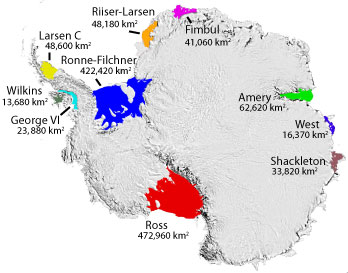
南極洲各個冰架位置

拉森冰架（英語：Larsen Ice Shelf）是位於南極半島邊緣、威德爾海西北方的冰架，從南極半島東岸的渴望角延伸至赫斯特島南方。名稱是以挪威捕鯨船「傑森」號船主卡爾·安東·拉森命名，他於1893年12月駕船抵達了南緯68°10'的冰棚前緣。
拉森冰架可再被細分為3塊不同的冰棚區域，從北到南依序是：拉森A、拉森B、拉森C。其中拉森A面積最小，且已於1995年1月崩解消失。拉森B則於2008年崩解。拉森C在2008年趨於穩定，但科學家預測以當地的暖化速率來看，在可預見的未來內，拉森C也會崩解消失。
按照過去的標準來看，近年來的拉森冰架崩解事件是不尋常的。通常情況下，冰架是以冰山崩裂和冰架的上下表面融化而失去質量。崩解事件被認為是由於南極半島氣候變暖所造成，從1940年代起每十年上升約0.5°C。科學家從南極環形風的加強得知，當地氣候變暖的原因是由於人為全球暖化。

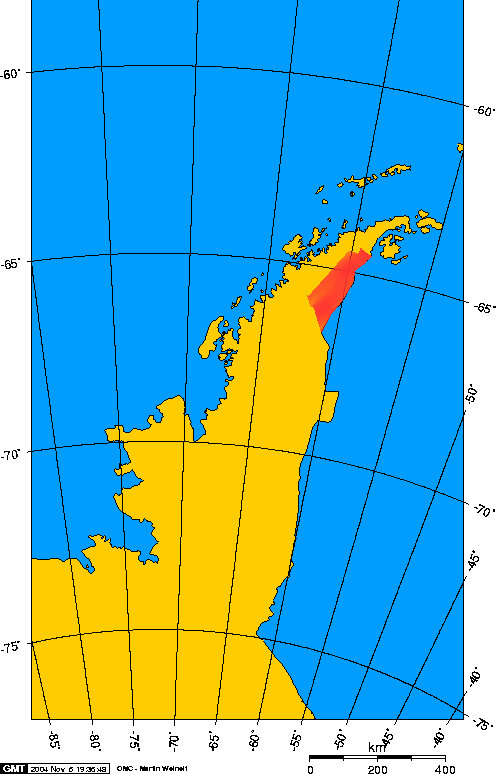
紅色部分是拉森A與拉森B冰架
冰河與冰架交互作用
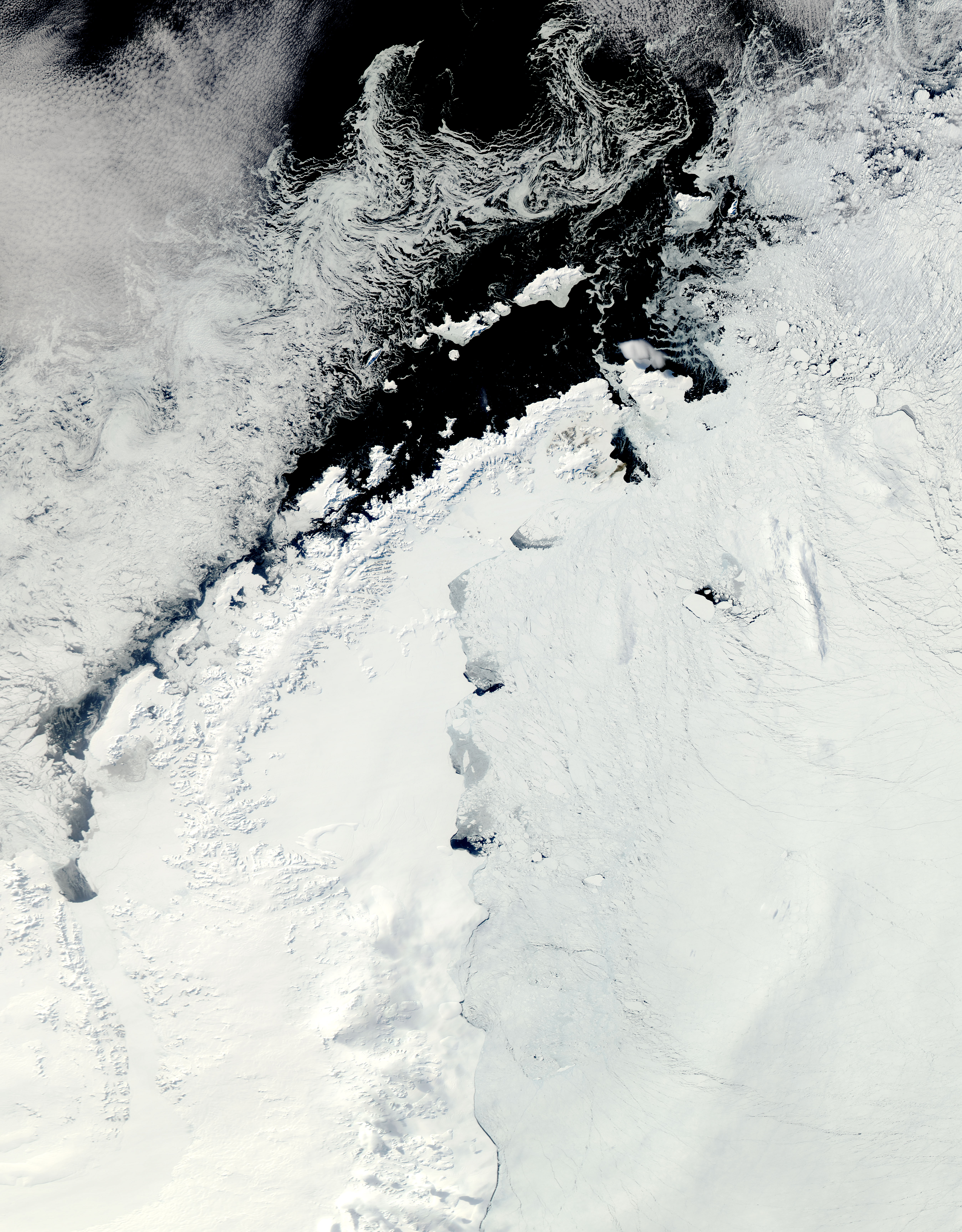
此圖可清楚地看到南極半島、拉森冰架和涵蓋周邊海域的海冰。
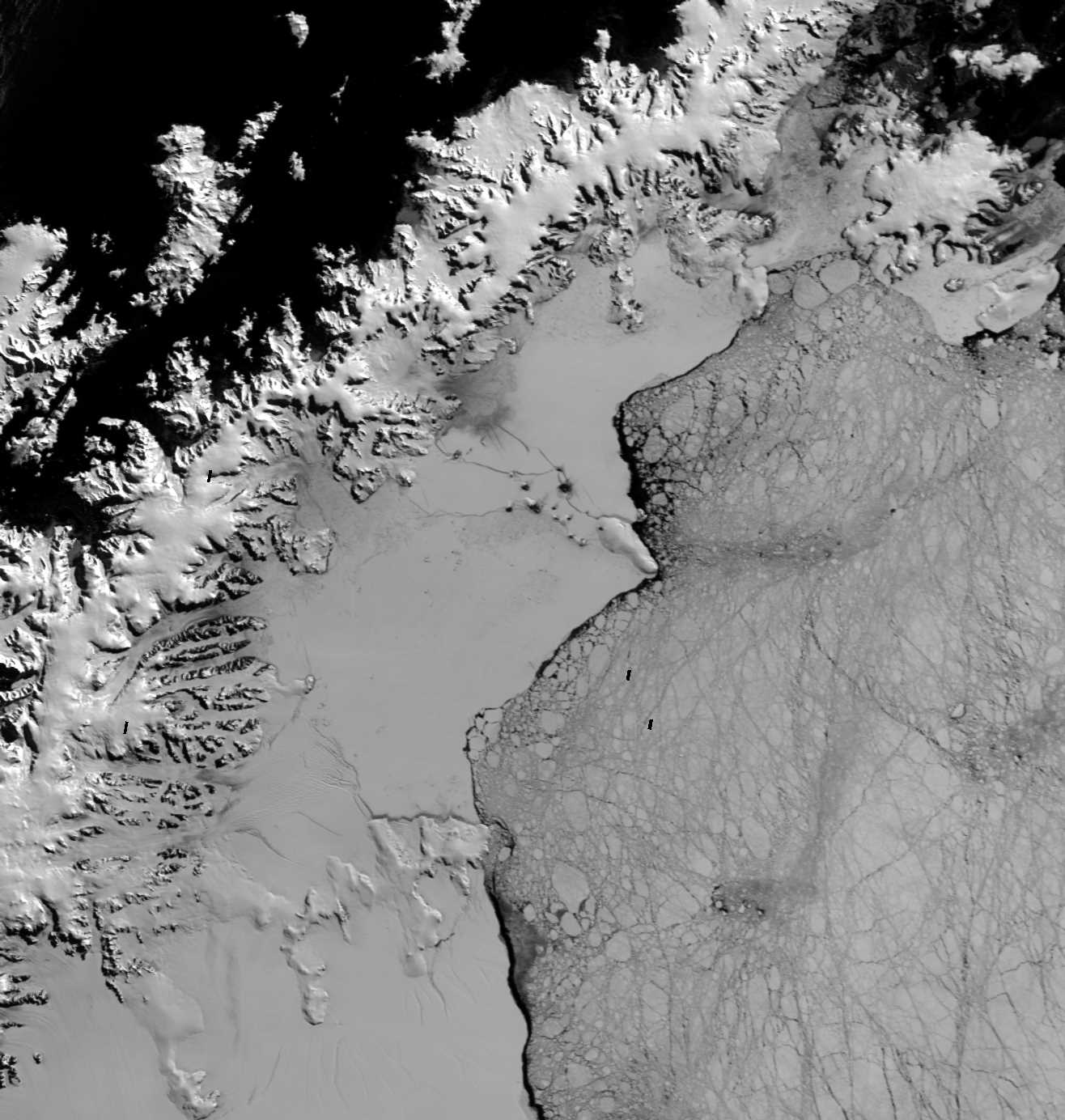
2013年3月的拉森B冰架
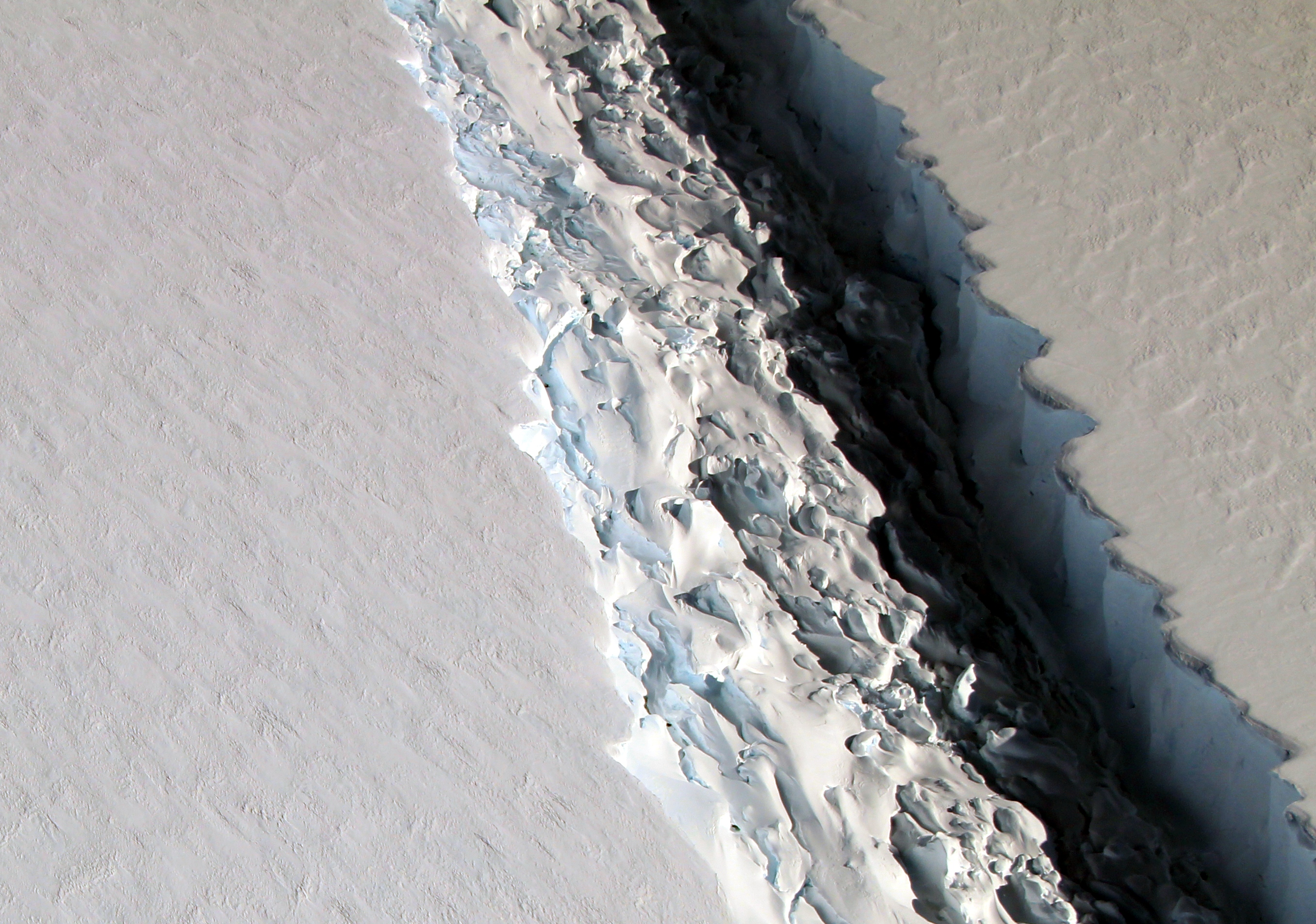
2016年11月的拉森B冰架l

## 斷裂

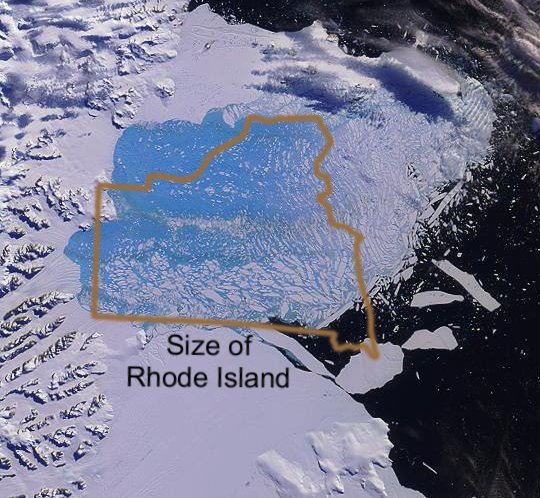
拉森B冰架崩解範圍與美國羅德島州面積比較圖

至2005年的拉森B冰架碎裂範圍變化

在2002年1月31日至2002年3月7日期間，220公尺厚、面積3,250平方公里的拉森B崩解並斷裂，其崩解面積約等於美國羅德島州。加拿大皇后大學發現：在此之前，拉森B冰架已穩定存在了12,000年，約從最後一次冰期後就一直存在於全新世。相反地，拉森A冰架約在4,000年前才開始形成。
儘管拉森B已存在很長一段時間，但暖化仍步步侵蝕它的外緣，成為暖化中的「熱點」。這讓冰河學家對它的崩解速率感到震驚，因為科學家沒有預料到液態水對冰架有如此強大的破壞力。大量的融冰在夏季24小時的日光照射下溶化成水後，滲入冰架縫隙中，如楔子般突然將冰架分裂。根據美國科羅拉多大學博爾德分校冰雪研究中心泰德·斯坎波斯的數據顯示，全球氣溫升高並非唯一造成冰架斷裂的原因。
這可能是由於幾個世紀以來海洋溫度升高，使南極半島的冰架逐漸融化而質量下降，最終促使拉森冰架崩解。——Ted Scambos
雖然位於更南端的拉森C当时較為穩定，但科学者预测持續暖化的結果可能會造成它在幾十年後消失。假如最後它真的崩解，其面積將超過美國新罕布夏州與佛蒙特州的總和，而且僅僅從1893年被發現的百餘年間就消逝了。
而拉森B的崩解使科學家意外發現海面下的冷泉生態系，儘管寒冷且無日光，一些蛤與微生物墊在海底沉積物中仍繁衍茂盛。美國南極計畫科學家在西北威德爾海調查超過兩倍德克薩斯州的海底沉積後，認為甲烷和硫化氫可能是冷泉生態系的能量來源。而原來的冰架可保護海底過度堆積沉積物，避免阻塞蛤群的冷泉出口。
研究顯示已崩解的拉森A冰架在約4,000年前的間冰期中期形成，而已崩解的拉森B冰架則穩定存在超過10,000年，且200年前拉森冰架擁有最大的覆蓋面積。南極半島上的克仁冰川在失去拉森B冰架支撐後，其滑動速率快了三倍。2007年，由國際衛星測量團隊的數據發現南極洲冰覆蓋率已呈現負成長。
英國衛報和法新社報導，英國斯旺西大學發表聲明表示，拉森C冰棚在2017年7月10日至7月12日間發生斷裂，導致面積5,800平方公里的A-68冰山脫離，據了解這座冰山重量超過1兆公噸、約350米厚，將隨著洋流和風向飄浮海面上，暫時不會對海平面帶來立即影響。拉森冰架研究計劃Midas的研究員Adrian Luckman表示，拉森C冰棚斷裂後，總表面積縮小超過12%，剩下的拉森C冰架面積是有史以來最小的，世界地圖也要重新再畫。美國太空總署表示，拉森C冰架的分裂將帶動惡性循環，導致冰架更加脆弱，原本受到拉森C冰架保護的更深層的冰層，預期會變得更容易消融和解體，特別是隨著氣溫升高，而大冰架在失去它的支柱後，也將變得較不穩定。

## 外部連結
- 阿根廷南極研究所
- 南極拉森冰架斷裂 （页面存档备份，存于）

67°30′S 62°30′W / 67.500°S 62.500°W